# Syndicat 10
Fondé en 2008 et ayant cédé la place en 2015 à Planète Courtier, le Syndicat 10 était un syndicat national des courtiers grossistes souscripteurs en assurance, qui réunissait une quinzaine de membres.

## Missions
Le Syndicat 10 affichait comme vocation de : 
- promouvoir le concept des Courtiers Grossistes Souscripteurs en Assurance dans la réglementation française et européenne ;
- faire reconnaître les spécificités et les valeurs ajoutées de ce métier en assurant une communication coordonnée ;
- assurer la représentation de la profession ainsi que la défense de ses intérêts vis-à-vis des tiers ;
- former un groupe de réflexion permettant d’être force de proposition sur le marché de l’Assurance et du courtage en particulier ;
- devenir un acteur représentatif et reconnu.

Cet organisme était entre le 1er janvier 2009 et 2015 le 10e syndicat de la Chambre Syndicale des Courtiers d'Assurance, qu'il a quittée pour donner naissance en 2015 à un syndicat concurrent, Planète Courtier. Fin 2018, la CSCA et Planète Courtier ont annoncé leur intention de se rapprocher.

## Membres
Alptis, SMAM Assurances, Ciprés vie, Groupefb, Groupe Luxior, maXance, Solly Azar, Groupe Zéphir, April Assurances, Assur-Travel, Ava, MDVie, ECA, CEGEMA, Novélia, VIVENS

## Contexte
Les Courtiers Grossistes Souscripteurs en Assurance affichent des résultats en constante progression. On estime à 5 millions le nombre de français bénéficiant d'un produit d'assurance conçu par un courtier grossiste souscripteur.
Comptant parmi les 50 premiers courtiers en France, les 10 courtiers grossistes les plus importants affichaient un cumul, en termes de chiffres d’affaires, de 722 M€ en 2009, en progression de 9 % par rapport à 2008.

## Chiffres clés
- Chiffres clés en date du 31/12/2009 :

| Volume de primes collectées | plus de 2 Milliards d’euros |
| Effectif collaborateurs     | environ 1 800               |
| Nombre d'intermédiaires     | environ 15 000              |